# Tavelån
Tavelån är en kustå i södra Västerbotten, Umeå kommun. Ån är 52 kilometer lång och har ett flodområde på omkring 410 km². Ån rinner upp i Tavelsjön och mynnar i naturreservatet Tavlefjärden, norr om Holmsund. Den passerar på sin väg mot havet byarna Kvarnfors, där vattnet passerar genom ett mindre kraftverk, Hissjö, Håkmark, Ersmark, Anumark och Innertavle.
Tavelån är ett naturligt surt vattendrag, men bedömdes under 1980- och 1990-talet även som försurat. År 1993 inleddes kalkning av Fällforsån, vilket bidragit till en halvering av försurningseffekten.

## Fiskbestånd
Tavelåns fiskbestånd har påverkats av ett flertal utsättningar, av bland annat gös, öring, röding och sik – av vilka endast siken etablerat reproducerande bestånd. Dessutom finns abborre, gädda, mört, lake, id, elritsa, stensimpa, bäcknejonöga och harr. Möjligen finns också ett svagt bestånd av havsvandrande öring. I övre delen av Tavelån samt i Österån – ett av Fällforsåns källflöden – finns flodpärlmussla.

## Växtlighet
I Tavelån finns ishavsrelikterna vitmärla och taggmärla samt massförekomst av den för norra Norrland ovanliga makrofyten (vattenväxten) strandpryl.

## Namnformer
Tavelån kallas ibland för "Tavleån". Möjligen kan ån ha haft ett tidigare namn "Tavla", baserat på det urnordiska verbet "tavla" som beskriver just en slingrande eller meandrande å. Då ån är just påtagligt slingrande är det möjligt eller till och med sannolikt att det ursprungligare namnet är Tavleån, som med tiden fått en annan form, jfr former som "äpplemos" resp "äppelmos", "svart tavla" resp "tavelsudd".

## Biflöden
- Fällforsån
- Survalsbäcken
- Degerdalsbäcken
- Hissjöbäcken
- Holmbäcken